# Geraldine Lucas Homestead
Le Geraldine Lucas Homestead – ou district historique de Fabian Place – est un district historique du comté de Teton, dans le Wyoming, aux États-Unis. Situé au sein du parc national de Grand Teton, il est inscrit au Registre national des lieux historiques le 24 août 1998.